# Musei italiani con collezioni orientali
In Italia molte città hanno musei dedicati all'arte e alla cultura dell'Asia. Alcuni di essi, per dimensioni e importanza, si attestano tra le maggiori raccolte del settore a livello internazionale. Le collezioni ospitate nei musei sono sia di provenienza etnografica e raccolte nel tempo da missionari o diplomatici italiani nelle regioni orientali, sia di provenienza archeologica.

## Musei dell'Abruzzo
- Museo Santa Maria d'Oriente, Tagliacozzo (AQ). Reperti da scavi in Medio Oriente ed Egitto, e oggetti dell'artigianato medio-orientale.

## Musei della Campania
- Museo nazionale di Capodimonte. Collezione d'arte orientale.
- Museo digitale dell'Università "L'Orientale", Napoli. Collezione di manoscritti e oggetti orientali di varia origine. In attesa del completamento della schedatura dei reperti, è esposta una selezione sotto forma di "museo digitale".[1]
- Museo Orientale Umberto Scerrato dell'Università "L'Orientale", Napoli. I manufatti esposti nelle teche sono circa 300 e hanno datazioni antichissime. La sezione principale dell'allestimento riguarda la zona islamica, con recuperi avvenuti in Mesopotamia e in Iran. Si passa quindi all'Egitto e alle porcellane cinesi.
- Museo artistico industriale Filippo Palizzi, Napoli. Nel museo c'è una presenza di oggetti d'arte orientale, anche se in numero limitato. La collezioni comprendono bronzi, smalti e ceramiche cinesi. Nel settore giapponese si trovano un bruciaprofumi in bronzo, una teiera del periodo Edo, alcune porcellane e grès.
- Museo Duca di Martina, Napoli. Raccolta di porcellane orientali.
- Museo civico Gaetano Filangieri, Napoli. Armi orientali: cinesi, persiane, arabe in genere e marocchine in particolare.
- Museo Correale di Terranova, Sorrento. Collezione di porcellane cinesi.
- Museo provinciale Irpino, Avellino. Collezione orientale.

## Musei dell'Emilia-Romagna
- Museo missionario indiano-africano, Imola. Raccolta di oggetti indiani a opera dei missionari Cappuccini.
- Museo degli sguardi, Rimini[2]. Una collezione documenta l'Asia. Oggetti provenienti principalmente dalla collezione di Ugo Canepa da Cina, India, Cambogia, Sri Lanka, Thailandia.
- Museo civico medievale, Bologna. Raccolta di armi orientali di Luigi Ferdinando Marsili.
- Museo missionario d'arte cinese, Bologna. il Museo espone una raccolta di oggetti d'arte e d'artigianato provenienti da Missioni in Estremo Oriente fino al 1948 (anno di chiusura delle missioni). Gli oggetti qui conservati sono sia di natura etnografica che di interesse storico-artistico.
- Museo indiano, Bologna. Nucleo di opere raccolto sul finire dell'Ottocento dal sanscritologo Francesco Pullè. il Museo conserva in gran parte materiali artistici ed etnografici che egli raccolse nei suoi viaggi in Oriente. La collezione fa parte dei musei di Palazzo Poggi.
- Museo internazionale delle ceramiche in Faenza, Faenza[3]. Pezzi cinesi e giapponesi.
- Museo civico archeologico etnologico di Modena, Modena[4]. Gioielli dall'Afghanistan, India e Cina. Presenta anche armi e armature giapponesi.
- Museo cinese ed etnologico, Parma[5]. Esso raccoglie numerosi pezzi cinesi: antiche ceramiche, dipinti, bronzi e oggetti di arti minori provenienti dalla Cina.
- Museo della tappezzeria, Bologna. Raccoglie vari reperti tessili orientali, tra cui una collezione di abiti, tessuti, e frammenti tessili turchi-ottomani e persiani.

## Musei del Friuli-Venezia Giulia
- Fondazione palazzo Coronini Cronberg, Gorizia. Esempi di porcellane sia cinesi che giapponesi.
- Castello di Miramare, Trieste. Raccolta di vasi orientali.
- Civico museo d'arte orientale, Trieste. Raccoglie oggetti cinesi e giapponesi, insieme a un nucleo di materiale del Gandhāra.

## Musei del Lazio
- Fondazione Primoli, Roma. Alcuni kakemono appartenuti al conte Giuseppe Primoli.
- Musei Capitolini, Roma. Nucleo di statuine e ceramiche donate dal marchese Paolo Mereghi, in maggior parte di fattura cinese.
- Museo-casa Scelsi, Roma. Raccolta messa insieme del musicista Giacinto Scelsi durante i suoi viaggi in Oriente. Si compone specialmente di ceramica cinese e giapponese di importazione.
- Museo criminologico MUCRI, Roma. Raccolta di oggetti orientali sequestrati sul mercato clandestino.
- Museo nazionale d'arte orientale Giuseppe Tucci, Roma. Il museo custodisce una collezione d'arte tibetana, frutto in gran parte delle esplorazioni dell'orientalista Giuseppe Tucci[6].
- Museo missionario vaticano, Roma. Collezione etnografica, solo in parte aperta al pubblico, con materiale principalmente di carattere religioso[7].
- Museo missionario di Propaganda fide, Roma. Contiene una biblioteca di settore, più la Collezione Giapponese, appartenente al Collegio San Pietro, che ritrae scene di vita reale nipponica.
- Museo nazionale preistorico etnografico Luigi Pigorini, Roma. Sezione orientale, con fondi come quelli di Vincenzo Ragusa e Giuseppe Ros.[8]
- Museo di Palazzo Venezia, Roma. Collezione di ceramiche orientali, specialmente da esportazione giapponese di tipo Imari.
- Palazzo del Quirinale, Roma. Raccolta di vasi orientali (Cina e Giappone), principalmente dei secoli XVIII e XIX, con svariate tipologie decorative. Molti oggetti provengono dalla collezione del Duca di Parma, mentre un gruppo di grandi vasi giapponesi faceva già parte delle collezioni pontificie[9].
- Società geografica italiana, Roma. Il Fondo Orientale si compone di rappresentazioni geografiche della Cina e del Giappone, prodotte fra il XVII e il XIX secolo, le quali fanno parte di una collezione che ammonta a circa 2000 pezzi donati fra la fine dell'Ottocento e gli anni venti da alcuni viaggiatori italiani in Cina e Giappone.

## Musei della Liguria
| Nome                                      | Città       | Descrizione | Note |
| ----------------------------------------- | ----------- | --- | ---- |
| Museo d'arte orientale Edoardo Chiossone, | Genova      | Importantissima collezione di arte asiatica. Armature, sculture e vasi, specialmente da Cina e Giappone. Reperti dell'Epoca Meiji.    |      |
| Palazzo Reale,                            | Genova      | Collezione di vasi cinesi e giapponesi.                                                                                               |      |
| Musei di Strada Nuova,                    | Genova      | Collezione di vasi cinesi e giapponesi.                                                                                               |      |
| Casa Museo Laura,                         | Ospedaletti | Legamento testamentario al FAI. Oggettistica varia, frutto di acquisti sul mercato antiquario, di gusto collezionistico novecentesco. |      |
| Villa Regina Margherita                   | Bordighera  | Collezione di vasi orientali, facenti parte della imponente Collezione Terruzzi, in parte ospitata nella villa.                       |      |

## Musei della Lombardia
| Nome                        | Città                 | Descrizione | Note   |
| --------------------------- | --------------------- | --- | ------ |
| Vittoriale degli Italiani   | Gardone Riviera       | La Stanza della Musica presenta oggetti orientali. |        |
| Museo Studio del Tessuto    | Como                  | Facente parte della fondazione Antonio Ratti, possiede un nucleo di sete operate e stampate a riserva giapponesi (117 reperti) del periodo Edo. Sono inoltre presenti tessuti stampati e dipinti in Cina e Giappone, alcune vesti dell'altopiano centro asiatico e un velluto cinese della Dinastia Ming | [ 11 ] |
| Fondazione Mazzocchi        | Coccaglio             | Raccolta documentale sugli scambi commerciali con il Giappone. La collezione comprende anche vari oggetti cinesi e giapponesi. |        |
| Crespi Bonsai Museum        | Parabiago             | Un museo permanente che mette in mostra una collezione che comprende piante secolari, vasi e libri antichi da diversi paesi dell'Estremo Oriente. | [ 12 ] |
| Museo Civico "Ala Ponzone"  | Cremona               | collezione di porcellane cinese e giapponese del marchese Ala Ponzone | [ 13 ] |
| Museo di Villa Cagnola      | Gazzada Schianno (VA) | Collezione di ceramiche orientali | [ 14 ] |
| Museo archeologico          | Milano                | Conserva una collezione di arte del Gandhāra, sculture in arenaria in genere del pantheon buddhista |        |
| Museo arte e scienza        | Milano                | Espone una collezione di arte dell'Indocina. Quasi tutte le opere sono state acquistate dal fondatore del Museo Gottfried Matthaes durante i suoi viaggi in Oriente negli anni '70. |        |
| Museo delle Culture         | Milano                | Costruito nella area ex-Ansaldo, raccoglie collezioni di arte orientale provenienti dalle Raccolte extraeuropee del Castello Sforzesco |        |
| Museo Pime                  | Milano                | Museo che raccoglie la opera dei padri missionari, i quali hanno portato in Italia, soprattutto dall'Asia, e in particolare dalla Cina, oggetti d'arte e di vita quotidiana | [ 15 ] |
| Museo Poldi Pezzoli         | Milano                | Anche se prevalentemente centrate sull'arte occidentale, le raccolte si aprono anche ad altre culture, risultato dell'influenza dal gusto per l'"orientalismo" tipico dell'Ottocento. L'arte mediorientale è presente con tessili e metalli: nucleo di metalli islamici egiziani o siriani (vasi, brocche, bacili) dal XIV al XVI secolo del periodo mamalucco. Tra i tessili, dodici tappeti persiani ed egiziani, tra cui il Tappeto di Caccia, un'opera dell'età safavide e una collezione di più di centotrenta tessuti copti (Egitto, IV-XI secolo). Le cento porcellane cinesi e giapponesi sono in buona parte oggetti d'arredo (vasi, statuine,). Il museo conserva la collezione di quattrocento netsuke appartenuta a Giacinto Ubaldo Lanfranchi. |        |
| Museo dell'Ottocento        | Milano                | Allestito nella Villa Belgiojoso Bonaparte, il museo custodisce una raccolta di arte orientale: cinese, siamese, persiana, tibetana, indiana |        |
| Museo di Milano             | Milano                | Porcellane cinesi |        |
| Pinacoteca Tosio Martinengo | Brescia               | Custodisce, nella Sezione Disegni e Stampe, la collezione Fè d'Ostiani di dipinti giapponesi e cinesi su carta e seta |        |
| Accademia Tadini            | Lovere                | Custodisce, nella sala delle porcellane, un significativo nucleo di porcellane orientali acquistato entro il 1829 dal conte Luigi Tadini |        |
| Museo Giuseppe Gianetti     | Saronno               | All'interno di una raccolta più ampia dedicata alle ceramiche del Settecento, conserva una piccola collezione di porcellane dell'Estremo Oriente del XVIII secolo. Si tratta principalmente di piccole sculture, in maggioranza cinesi, che ben illustrano le principali tipologie decorative del periodo | [ 16 ] |

## Musei del Molise
- Museo Civico, Baranello. Porcellane cinesi e giapponesi.

## Musei del Piemonte
- Museo Etnologico Missionario del Colle Don Bosco, Asti. Collezione eterogenea, con una prevalenza di opere dalla Cina, Giappone e India.
- Museo Civico Asti. Circa 250 oggetti diversi tra Cina e Giappone, in particolare un'armatura giapponese, oltre a vasi e pannelli dipinti.
- Armeria Reale, Torino. Essa possiede una collezione di armi orientali, attualmente ospitata nell'esposizione permanente solo in rotazione. Svariati pezzi dal Giappone, l'India e l'Indocina.
- Galleria Sabauda, Torino. Conserva la collezione donata da Riccardo Gualino, esposta sotto forma di casa-museo. Comprende, oltre a oggetti preziosi, oreficerie, sculture di arte cinese e giapponese.
- MAO - Museo d'Arte Orientale, Torino. Il Museo, di livello internazionale, dispone di una notevole raccolta artistica asiatica, esponendo circa 1.500 opere, disposte in cinque sezioni, dall'arte islamica fino a quella dei paesi estremo orientali[17].
- Museo civico d'arte antica, Torino. Ospitato nei suggestivi spazi di Palazzo Madama, presenta, sparsi per il percorso museale, e nei depositi musealizzati, vari oggetti orientali.
- Palazzo Reale, Torino. Come nel caso del Quirinale, anche qui i Savoia hanno accumulato un notevole numero di vasellame estremo orientale, di cui molti esemplari sono custoditi nei depositi del palazzo.
- Museo Etnologico Missionario, Castel Nuovo Don Bosco. Il museo raccoglie oggetti e manufatti prodotti dalle popolazioni indigene dell'Asia, insieme a materiale naturalistico raccolto in quelle terre dai missionari salesiani.
- Museo Civico "P. A. Garda", Ivrea. raccolte orientalistiche (oggetti artistici, armi del Giappone e della Cina) costituite nell'Ottocento da Pier Alessandro Garda. Conserva una collezione di lacche giapponesi.
- Museo Etnografico U. Ferrandi, Novara. Alcuni oggetti di cultura materiale provenienti dall'Estremo Oriente.
- Museo Civico d'Arte Antica di Torino, porcellane cinesi.

## Musei della Puglia
- Museo Missionario Cinese e di Storia Naturale, Lecce. Arazzi di varie epoche, amuleti, strumenti musicali. Una raccolta di monete appartenenti a diverse dinastie imperiali.

## Musei della Sardegna
- Museo d'arte siamese "Stefano Cardu", Cagliari. Una collezione di arte siamese.

## Musei della Sicilia
- Museo d'arte islamica, Palermo. Raccoglie oggetti d'arte islamica della Sicilia e dell'area mediterranea, prodotti tra il IX e il XII secolo.
- Museo internazionale delle marionette Antonio Pasqualino, Palermo. Raccoglie opere, fra marionette, burattini, ombre, automi e macchine sceniche provenienti da tutto il mondo.
- Palazzo Mirto, Palermo. Collezione d’arte antica cinese e giapponese, principalmente ceramiche, sete e lacche.
- Palazzo Branciforte, Palermo. Collezione di maioliche antiche turche, iraniche e cinesi.
- Villa Malfitano-Whitaker, Palermo. Collezione d’arte e oggetti orientali, tra gli altri, la preziosa coppia di elefanti cloisonné provenienti dalle collezioni imperiali del Palazzo imperiale di Pechino.
- Palazzo Valguarnera-Gangi, Palermo. Collezione d’arte orientale in particolare porcellane cinesi e giapponesi e lacche cinesi.
- Palazzina Cinese, Palermo. Collezione di pannelli di tessuto o seta, dipinti o ricamati di manifattura cinese e indiana; Gruppo di porcellane cinesi.
- Palazzo Pretorio, Palermo. Collezione di porcellane cinesi; Raccolta di oggetti d’arte asiatica.
- Palazzo dei Normanni, Palermo. Collezione di porcellane cinesi; Gruppo di cofanetti d’avorio, tra gli altri, egiziani e arabi dal Tesoro della Cappella Palatina e un sigillo mesopotamico.
- Museo delle Trame del Mediterraneo della Fondazione Orestiadi, Gibellina. Il Museo raccoglie pitture, sculture, tappeti, manufatti, reperti, terracotte, scritture, arazzi, gioielli, tavole e capi di abbigliamento dai continenti che si affacciano sul Mar Mediterraneo: in particolare, ceramiche tunisine e marocchine del XVII secolo; ceramiche di produzione ispano-moresca dal XIII secolo; è una collezione di oggetti dei popoli nomadi del deserto del Sahara e dell’Egitto; manufatti tessili dal XVIII al XX da diversi paesi del Mediterraneo; tessuti persiani e turchi-ottomani; tessuti e gioielli andalusi, berberi; tessuti di provenienza greca, balcanica, albanese; tessuti dalla Siria, Giordania, Palestina, Yemen, Egitto; Gioielli ebraici, algerini, yemeniti, turchi e mediorientali.
- Museo di Casa Professa, Palermo. Collezione di maioliche mediorientali.
- Palazzo Mazzarino, Palermo. Collezione di tappeti orientali e ceramiche asiatiche, in particolare, porcellane cinesi.
- Villa Bordonaro ai Colli, Palermo. Collezione d’arte orientale.
- Palazzo Biscari, Catania. Collezione di porcellane cinesi.

## Musei della Toscana
- Casa Museo Ivan Bruschi, Arezzo. Il museo propone, sparsi per le sue sale, vari piccoli oggetti, provenienti da numerosi paesi asiatici e quasi esclusivamente di carattere antiquariale.
- Museo missionario etnografico francescano, Fiesole. La collezione comprende: abiti, strumenti musicali, prototipi di stampi da tipografia, statuette di giada, porcellane e avori, raccolti dai missionari, principalmente in Cina e in Egitto.
- Museo d'Arte di Chianciano, Chianciano. Collezione di arte Asiatica, incluso la Loose Collection.
- Museo Nazionale di Antropologia ed Etnologia, Firenze. La sezione asiatica conserva soprattutto reperti dall'Indonesia, ma anche delle steppe mongoliche e degli Ainu del Giappone.
- Museo Stibbert, Firenze. Collezione di armi e armature giapponesi.
- Palazzo Pitti - Appartamenti monumentali. Firenze. Porcellane cinesi e giapponesi dal secolo XV al secolo XVIII esposte in varie sale.
- Palazzo Pitti - Museo degli Argenti, Firenze. Una collezione di circa 1.000 esemplari, per lo più di provenienza medicea. Il museo presenta un gruppo di lacche dorate di manifattura giapponese del secolo XVII, oltre ad altri pezzi come: un paravento del XIX secolo e frammenti di un parato cerimoniale cinese (XVII sec.), donato dallo zar Pietro il Grande a Cosimo III de Medici nel 1711. Il museo possiede inoltre la collezione Scalabrino, costituita da 127 pezzi del XVII e XVIII secolo.
- Villa i Tatti, Firenze. La Villa ospita la collezione del celebre storico dell'arte Bernard Berenson, nella quale figurano anche vari oggetti di manifattura orientale. La villa è sede del The Harvard University Center for Italian Renaissance.
- Museo Nazionale di San Matteo, Pisa. Ospita la più importante raccolta di ceramiche islamiche medievali, giunte in modo integro.
- Museo del Tessuto, Prato. Tessuti etnici del XIX e XX secolo provenienti da India, Cina, Giappone e Indonesia.
- Museo di Palazzo Incontri-Viti, Volterra. Oggetti orientali antichi appartenuti a Giuseppe Viti.
- Accademia Musicale Chigiana, Siena. Piccola raccolta di ceramiche orientali, in prevalenza cinesi.
- Museo d'Arte per Bambini, Siena. Originale e raro nucleo che comprende 45 stampe appartenenti alla Raccolta d'Arte Popolare, edita in Cina nel 1957 - donate da una delle eredi dell'Archivio G. Cipriani di Firenze.

## Musei del Trentino-Alto Adige
- Messner Mountain Museum (Castel Juval). Qui sono ospitate statue tibetane, bassorilievi induisti e altri oggetti sacri raccolti qua e là sulle montagne dell'Asia durante leggendarie scalate di Reinhold Messner.

## Musei dell'Umbria
- Collezione Orientale "Vivian Gabriel", Museo civico di Palazzo dei Consoli, Gubbio. Collezione di un centinaio di oggetti di origine tibetana e di un numero minore di pezzi nepalesi, indiani e cinesi donata al Comune di Gubbio all'inizio del secolo XX dal Colonnello inglese Vivian Gabriel, discendente dei Gabrielli, famiglia feudale e signorile di Gubbio. La raccolta, costituita durante gli anni di servizio del Colonnello nell'amministrazione coloniale britannica, presenta materiali per uso rituale e strumenti musicali delle popolazioni tibetane e di cultura indo-nepalese. Sono conservati anche un insieme di abiti rituali tibetani.
- Museo di Palazzo Sorbello, Perugia. Servizio di porcellana cinese del periodo Qianlong che riporta lo stemma di famiglia.

## Musei del Veneto
- Museo missionario francescano, Monselice. Sezione dedicata alla Cina con arazzi, monete, vasi e oggetti in bronzo, giade e porcellane, lavorazioni in legno e madreperla, dall'XI secolo a.C. fino all'inizio dell'età repubblicana (1912).
- Ca' Rezzonico, Venezia. Raccolta di statue e vasi in porcellana.
- Museo d'arte orientale, Venezia. Circa 30.000 pezzi di arte giapponese del Periodo Edo.
- Museo Ca' del Duca, Venezia. Collezione privata che comprende una raccolta di arte orientale con ceramiche, sculture, e altri oggetti finemente decorati provenienti dalla Cina, dal Giappone e dall'India.
- Collezione d'arte orientale del Museo di antropologia, Padova. Comprende oggetti in massima parte giapponesi, cinesi e del sud est asiatico: armature da parata del periodo Edo, armi e lame. Possiede inoltre una collezione di kimono, oggetti d'arredamento, servizi da tè in lacca nera e oro, ceramiche, porcellane, strumenti musicali, giocattoli e una collezione di bambole.
- Museo di arti applicate e decorative, Palazzo Zuckermann, Padova. Raccolta di oggetti d'arte orientale, frutto della curiosità e della passione di collezionisti e viaggiatori ottocenteschi per paesi del lontano Oriente.
- Museo Obrietan. Brendola[18], (Vicenza). Una raccolta di mobili, oggetti e suppellettili provenienti prevalentemente da Cina e Tibet.